# Championnat d'Uruguay de football 1979
Navigation
Saison précédente Saison suivante
La saison 1979 du Championnat d'Uruguay de football est la 77e édition du championnat de première division en Uruguay. Les douze meilleurs clubs du pays sont regroupés au sein d'une poule unique, la Primera División, où ils s'affrontent deux fois au cours de la saison, à domicile et à l'extérieur. Afin de permettre le passage du championnat de 12 à 14 formations en deux saisons, un classement cumulé des deux dernières saisons est effectué et le dernier de ce classement doit disputer un barrage de promotion-relégation face aux 2e et 3e de Primera B.
C'est le CA Peñarol, tenant du titre, qui est à nouveau sacré champion d'Uruguay cette saison après avoir terminé en tête du classement final, avec trois points d’avance sur le Nacional et quatorze sur le Centro Atlético Fénix. C'est le 34e titre de champion d'Uruguay de l’histoire du club.

## Qualifications continentales
Les deux premiers de la Liguilla pré-Libertadores obtiennent leur billet pour la prochaine Copa Libertadores.

## Les clubs participants
| - CA Peñarol - Defensor Sporting Club - Club Nacional de Football - Club Atlético Bella Vista - Huracán Buceo - Liverpool FC | - Danubio FC - CA Cerro - CA Rentistas - Centro Atlético Fénix - CA River Plate - Promu de D2 - Montevideo Wanderers - Institución Atlética Sud América |

## Compétition

### Classement
Le barème utilisé pour établir le classement est le suivant :
- Victoire : 2 points
- Match nul : 1 point
- Défaite : 0 point

| Rang | Équipe                    | Pts | J  | G  | N  | P  | Bp | Bc | Diff |
| ---- | ------------------------- | --- | -- | -- | -- | -- | -- | -- | ---- |
| 1    | Club Atlético PeñarolT    | 41  | 24 | 19 | 3  | 2  | 47 | 12 | +35  |
| 2    | Club Nacional de Football | 38  | 24 | 17 | 4  | 3  | 53 | 18 | +35  |
| 3    | Centro Atlético Fénix     | 27  | 24 | 10 | 7  | 7  | 23 | 18 | +5   |
| 4    | Defensor Sporting Club    | 26  | 24 | 9  | 8  | 7  | 30 | 26 | +4   |
| 5    | CA River PlateP           | 25  | 24 | 8  | 9  | 7  | 25 | 30 | -5   |
| 6    | Huracán Buceo             | 22  | 24 | 8  | 6  | 10 | 23 | 23 | 0    |
| 7    | Montevideo Wanderers      | 22  | 24 | 7  | 8  | 9  | 26 | 28 | -2   |
| 8    | Club Atlético Bella Vista | 21  | 24 | 6  | 9  | 9  | 33 | 37 | -4   |
| 9    | Sud América               | 20  | 24 | 7  | 6  | 11 | 28 | 39 | -11  |
| 10   | Club Atlético Cerro       | 19  | 24 | 6  | 7  | 11 | 24 | 35 | -11  |
| 11   | Danubio Fútbol Club       | 17  | 24 | 4  | 9  | 11 | 20 | 28 | -8   |
| 12   | Liverpool Fútbol Club     | 17  | 24 | 5  | 7  | 12 | 19 | 37 | -18  |
| 13   | Club Atlético Rentistas   | 17  | 24 | 3  | 11 | 10 | 16 | 36 | -20  |

|  | Club champion d’Uruguay 1979 et qualifié pour la Liguilla pré-Libertadores |
|  | Qualification pour la Liguilla pré-Libertadores                            |
|  | Participation au barrage de promotion-relégation                           |
|  | T : Tenant du titre P : Promu de D2                                        |

- Liverpool Fútbol Club doit disputer le barrage de promotion-relégation car c'est le club le moins performant en championnat lors des deux dernières saisons.

### Barrage de promotion-relégation
Liverpool FC doit affronter les 2e et 3e de Primera B, la deuxième division uruguayenne. Seule la meilleure de ces trois formations accède ou se maintient parmi l’élite.
| Rang | Équipe                              | Pts | J | G | N | P | Bp | Bc | Diff |  | Résultats (▼ dom., ► ext.)          | Mir | Liv | LaL |
| ---- | ----------------------------------- | --- | - | - | - | - | -- | -- | ---- |  | ----------------------------------- | --- | --- | --- |
| 1    | Club Sportivo Miramar Misiones (D2) | 3   | 2 | 1 | 1 | 0 | 3  | 2  | +1   |  | Club Sportivo Miramar Misiones (D2) |     | 2-1 | 1-1 |
| 2    | Liverpool Fútbol Club               | 2   | 2 | 1 | 0 | 1 | 3  | 3  | 0    |  | Liverpool Fútbol Club               |     |     | 2-1 |
| 3    | La Luz Tacurú Fútbol Club (D2)      | 1   | 2 | 0 | 1 | 1 | 2  | 3  | -1   |  | La Luz Tacurú Fútbol Club (D2)      |     |     |     |

- Club Sportivo Miramar Misiones est promu en première division et prend donc la place du Liverpool FC.

### Liguilla pré-Libertadores
Les six clubs qualifiés pour la Liguilla s'affrontent une nouvelle fois pour déterminer les deux clubs qualifiés pour la Copa Libertadores 1980. Si le champion ne termine pas parmi les deux premiers, il obtient le droit d'affronter le second de la Liguilla pour connaître la deuxième formation qualifiée.
| Rang | Équipe                    | Pts | J | G | N | P | Bp | Bc | Diff |  | Résultats (▼ dom., ► ext.) | Def | Nac | Peñ | Riv | Dan | Fén |
| ---- | ------------------------- | --- | - | - | - | - | -- | -- | ---- |  | -------------------------- | --- | --- | --- | --- | --- | --- |
| 1    | Defensor Sporting Club    | 7   | 5 | 2 | 3 | 0 | 7  | 3  | +4   |  | Defensor Sporting Club     |     | 1-1 | 1-1 | 0-0 | 1-0 | 4-1 |
| 2    | Club Nacional de Football | 7   | 5 | 3 | 1 | 1 | 9  | 6  | +3   |  | Club Nacional de Football  |     |     | 1-2 | 1-0 | 2-1 | 4-2 |
| 3    | CA PeñarolT               | 6   | 5 | 2 | 2 | 1 | 6  | 5  | +1   |  | CA PeñarolT                |     |     |     | 0-2 | 1-1 | 2-0 |
| 4    | CA River Plate            | 5   | 5 | 2 | 1 | 2 | 8  | 4  | +4   |  | CA River Plate             |     |     |     |     | 6-1 | 0-2 |
| 5    | Danubio FC                | 3   | 5 | 1 | 1 | 3 | 5  | 10 | -5   |  | Danubio FC                 |     |     |     |     |     | 2-0 |
| 6    | Centro Atlético Fénix     | 2   | 5 | 1 | 0 | 4 | 5  | 12 | -7   |  | Centro Atlético Fénix      |     |     |     |     |     |     |

Match pour la première place :

|  | Defensor Sporting Club | 1 - 0 | Club Nacional de Football |  |  |
|  |                        |       |                           |  |  |

Match pour la deuxième place :

|  | Club Nacional de Football | 2 - 0 | Club Atlético Peñarol |  |  |
|  |                           |       |                       |  |  |

## Bilan de la saison
| Championnat d'Uruguay de football 1979 |                                   |
| Champion                               | Club Atlético Peñarol (34e titre) |
| Qualifications continentales           |                                   |
| Copa Libertadores 1980                 | Defensor Sporting Club            |
| Copa Libertadores 1980                 | Club Nacional de Football         |
| Promotions et relégations              |                                   |
| Promus en Primera División             | Club Atlético Progreso            |
| Promus en Primera División             | Club Sportivo Miramar Misiones    |
| Relégués en Primera B                  | Liverpool FC                      |